# Cliona patera
Il calice di Nettuno o coppa di Nettuno  (Cliona patera (Hardwicke, 1822)) è una spugna appartenente alla famiglia delle Clionaidae.
Deve il suo nome alla forma simile ad un vaso, e alla divinità marina Nettuno della mitologia romana.
La specie era stata considerata estinta dal 1900, a causa di sovrasfruttamento, ma degli esemplari vivi sono stati scoperti nel 2011 al largo della costa di Singapore. Vive nelle acque del Pacifico.